# Catachlorops luctuosus
Catachlorops luctuosus är en tvåvingeart som först beskrevs av Macquart 1838.  Catachlorops luctuosus ingår i släktet Catachlorops och familjen bromsar. Inga underarter finns listade i Catalogue of Life.